# Sion-sur-l'Océan
Pour les articles homonymes, voir Sion.
Sion-sur-l’Océan est une station balnéaire (Sion-sur-Mer jusque dans les années 1930) située sur la Côte de Lumière qui fait partie administrativement de la commune de Saint-Hilaire-de-Riez dans le département de la Vendée et la région des Pays de la Loire.

## Histoire
La création de la rue commerçante de Sion est l’œuvre  de la famille Baranger. En 1871, Jean-Marie Baranger, marin de profession, venant du hameau d'Orouet, prend possession du lopin de terre sur la côte qui regroupe aujourd'hui le centre et ses commerces. Plus tard, la commune a préempté  des terrains pour construire les routes (rue de l’Yser, promenade de la Mer et rue des Estivants). Le terrain initial sera ensuite divisé au fur et à mesure des générations. La famille Baranger sera à l'initiative de l'ouverture des commerces permettant le développement touristique du bourg, tels que des restaurants et hôtels, mais aussi des bars, une épicerie, un coiffeur, un magasin de souvenir, ainsi qu'un magasin de réparation et de vente de vélos. 150 ans plus tard, ce sont toujours ses arrière-petits-enfants qui tiennent certains commerces du bourg (hôtel des Touristes, épicerie, restaurant Le Carré, coiffure Baranger).
- En 1640, quelques douaniers y vivaient dans une caserne.
- À partir de 1858, on y planta une forêt de pins pour fixer le sable et empêcher les inondations maritimes.
- Après 1870, trois fermes furent construites : la ferme du Haut Pey, celle du Barbotteau près de l'ancien moulin de « Syon », et celle du Grand Bois. Près des moulins à vent, l'on y cultivait des céréales et de la vigne.
- En 1871, Jean Marie Baranger ouvre l'auberge de la Chaumière au niveau de l'actuelle rue piétonne.
- Le village se développa réellement à la fin du XIXe siècle en voyant s'installer des pêcheurs venant de Saint-Gilles-Croix-de-Vie tout proche pour pêcher la sardine.
- L'émergence d'une nouvelle clientèle fut favorisée par la mode des bains de mer. Cette arrivée de nouveaux habitants, logés dans des chalets et villas  construits dans les dunes, était également encouragée par une desserte en chemin de fer, la ligne Bourgneuf - Saint-Gilles-Croix-de-Vie inaugurée en 1923 (à 15 heures de Paris à l'époque, 4 heures aujourd'hui) qui traversait Sion-sur-l'Océan jusqu'à sa suppression en 1947.
- En 1922, les habitants des hameau de Sion, La Touche et Les Boussoleries signent une pétition sous l'impulsion de Ferdinand Baranger afin de réclamer la création d'une école.
- En 1923, création de l'école publique grâce à l'insistance du député Jean de Tinguy du Pouët auprès du ministère. C'est la première école publique dans la commune de Saint-Hilaire-de-Riez, commune qui y était d'ailleurs opposée.
- Ainsi, en 1925, le petit village comptait 900 habitants. Une nouvelle chapelle, Notre-Dame de Toutes Grâces, ainsi qu'un hôtel (hôtel Frédéric) à côté d'un café furent construits. « la Maison pour Tous » fut en 1903 un casino, un hôtel et devint ensuite une colonie de vacances et fut enfin rachetée par la commune. Il faut savoir que toutes ces constructions d'avant guerre ont été construites avec du sable et des pierres venant de la mer donc pleines de salpêtre. Notamment la maison pour tous.
- En 1939, Sion-sur-l'Océan comptait 300 résidences secondaires et 7 hôtels lorsque la Seconde Guerre mondiale éclata. Deux blockhaus furent construits dans les dunes, l'un étant toujours visible sur la plage.

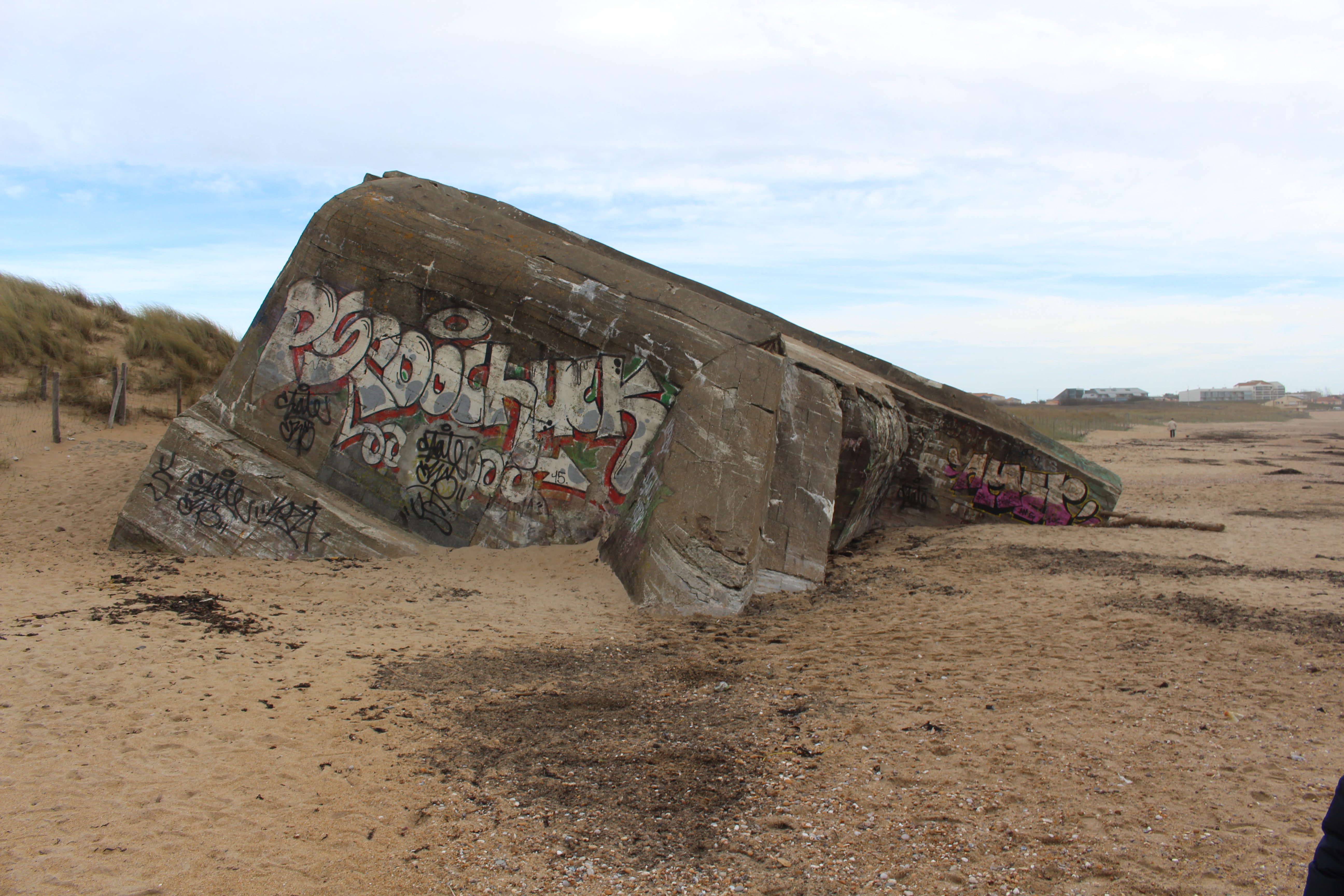
Blockhaus sur la plage de Sion-sur-l'Océan.

- Aujourd'hui, la ville est toujours tournée vers le tourisme. La population y est importante en période estivale, même si de plus en plus de gens y habitent toute l'année. La station balnéaire offre en effet de nombreuses commodités adaptées à l'afflux estival (hypermarché, coiffeur, restaurants, banque) et des offres de divertissement variées : activités nautiques, bowling et laser game, lesquels restent ouverts toute l'année. La construction d'une thalassothérapie est en projet et devrait dynamiser le tourisme hors saison.

### Héraldique
| Blason | Blasonnement : D'azur au voilier de gueules, pavillonné du même, habillé d'argent, voguant sur une mer de sinople, accompagné en chef senestre de deux cœurs vidés, entrelacés, couronnés et croisetés de gueules. |

## Géographie
Sion se situe sur la côte à la frontière entre océan, plage, dune, forêts et corniche rocheuse et se situe sur la pointe ouest de ce qu'était l'île de Riez. On appelle  les terres situées entre Saint-Hilaire-de Riez et Sion : le Terre-Fort, ce qui signifie la terre forte, le roc.

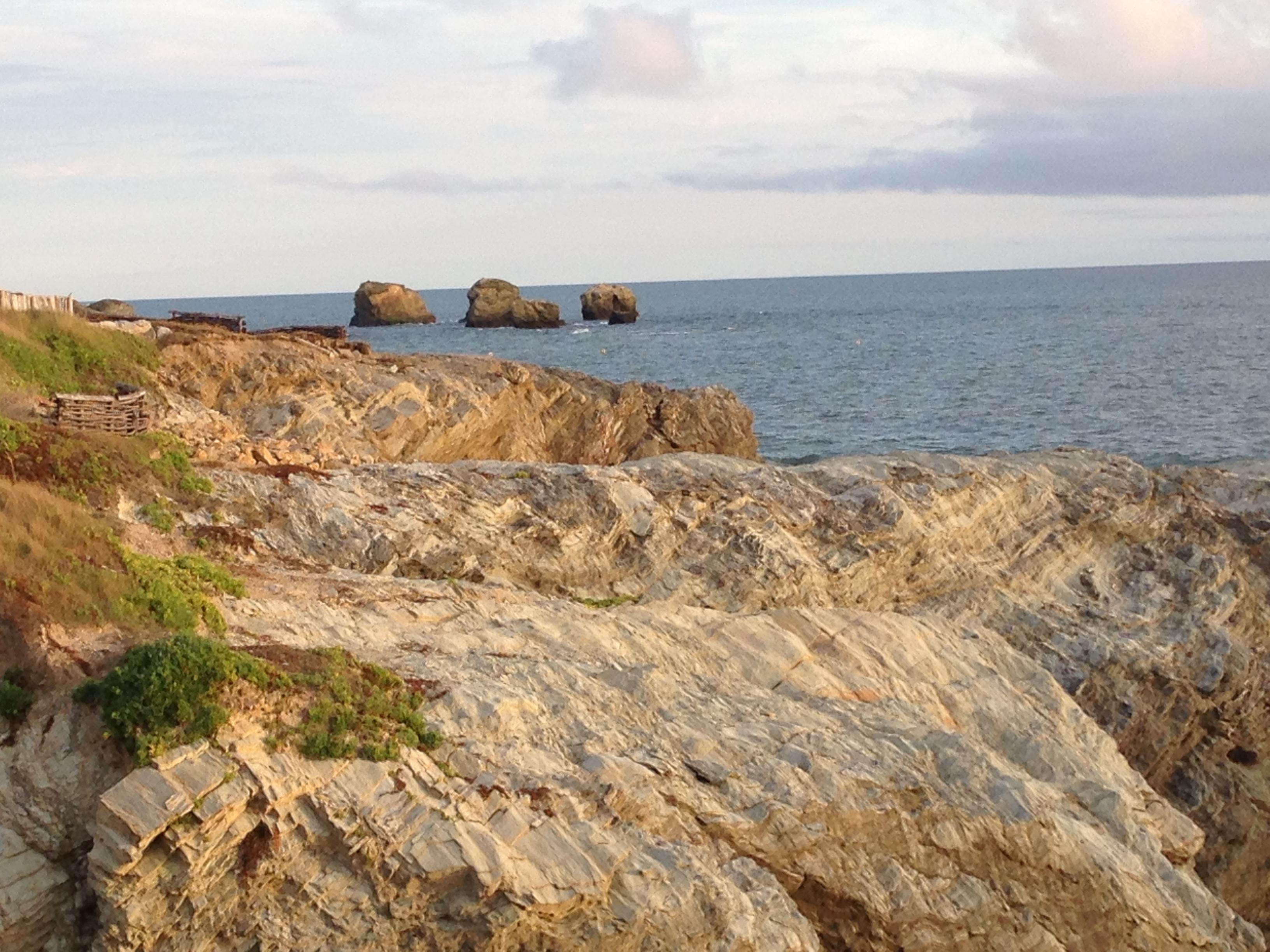
Les 5 pineaux et la corniche vendéenne.

La station balnéaire comporte trois plages (les Bussoleries, la petite plage et la grande plage) ainsi que quelques criques visibles à marée basse. La plage principale est constituée de sable fin et s'étire sur plus de 10 km (se continuant à la plage des demoiselles jusqu'à Saint-Jean-de-Monts). Le chemin pédestre des dunes entre mer et forêt fait 9 km jusqu'à Saint-Jean-de-Monts. 
La plage principale est bordée de dunes blanches faites de sable fin, qui laisse rapidement place à une dune grise plus plate et recouverte de plantes variées (immortelle, raisin de mer, rosier pimprenelle, orpin, etc.). 
Derrière les dunes, la forêt de Sion s'étend sur plus de 500 hectares de forêt, aménagés avec de nombreux chemins de randonnée. La forêt était autrefois parsemée de campings et surtout de colonies de vacances. Ces colonies étaient pour la plupart des établissements gérés par les « communes rouges » de la banlieue parisienne. Il en reste aujourd'hui 3 ou 4 en activité, certains « vestiges » des anciens aménagements sont encore visibles dans la forêt. Un monument en hommage aux cheminots de l'ouest morts pour la France pendant la guerre 1939-1945 a été érigé en haut d'une des dunes. Cette forêt de cyprès, de pins maritimes et de chênes verts recouvre de nombreuses dunes lui donnant un aspect vallonné. Ce vallonnement a permis l'aménagement de points de vue avec tables d'orientation surplombant les forêts. 
La corniche rocheuse de Sion est aussi aménagée pour des promenades et possède plusieurs sites remarquables tel que « les 5 pineaux » et « le trou du diable ». En opposition à la forêt, cette partie de la côte est urbanisée et construite de villas d'avant guerre et de maisons plus modernes ainsi que des immeubles des années 1970/1980 et que l'on continue d'en construire encore. 
Très prisée pour sa vue panoramique sur la baie de Sion, c'est sur cette partie de la ville que les prix immobiliers sont les plus élevés. La zone du bourg est en plein remaniement avec le développement d'un projet d'infrastructure important à l'échelle de la commune : la thalassothérapie. 

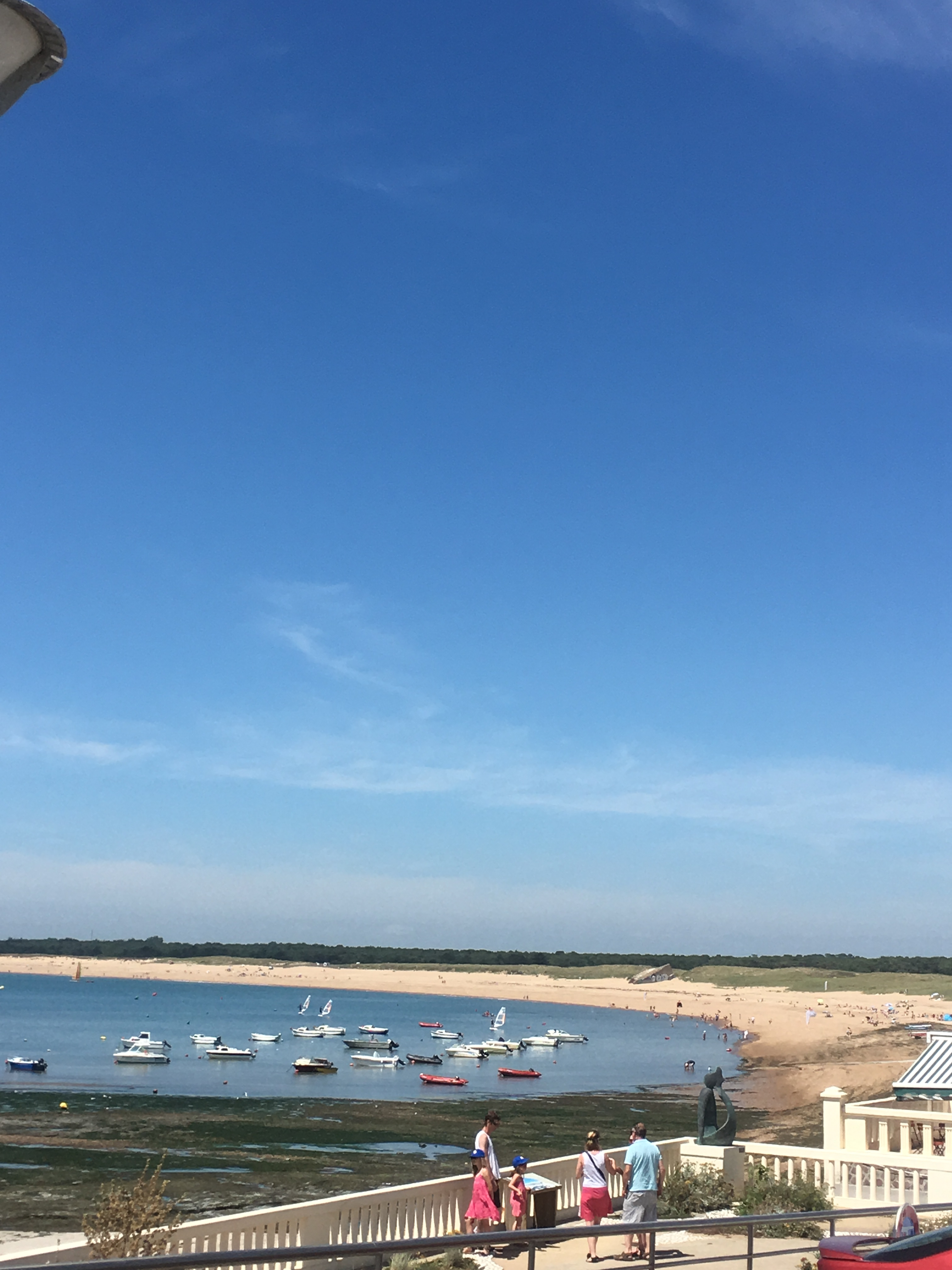
La baie de Sion.

Sion-sur-l'Océan se trouve face à l'ile d'Yeu dont on aperçoit plus ou moins la côte à l'horizon en fonction de l'humidité dans l'air. La nuit les deux phares de l'ile d'Yeu sont visibles. La « skyline » de la ville de Saint-Jean-de-Monts est aussi visible au nord de Sion.

## Personnalité liée à la station
- Julien Gracq possédait un appartement à Sion (au 22, rue des Estivants) ; son balcon, qu’il comparait dans ses écrits à la passerelle d’un paquebot, lui permettait d’être, aussi longtemps qu’il le souhaitait, en tête-à-tête avec la mer. Un jardinet bordant le sentier littoral, sur la promenade Jean Yole, lui rend hommage et une plaque gravée propose un extrait poétique imagé :

« Rien n’égale, au petit matin, la fraîcheur lavée des platures à marée basse, cloisonnées, déchiquetées de larges bras d’eau claire, où bouge et tournoie l’odeur d’un monde naissant : l’eau et la nuit en même temps se retirent, une respiration neuve et inconnue, pour quelques instants, nous habite… » — Julien Gracq, Lettrines 2

## Patrimoine et culture

### L'associationLa Livarde
L'association « La Livarde » destinée à conserver le patrimoine maritime de Sion expose régulièrement. Un voilier « la Biche » d'environ 5 m de long qui transportait trois hommes qui partaient la nuit pêcher la crevette.
De 1988 jusqu'en 2016, chaque Lundi de Pâques, l'association « Rallye touristique de la Corniche vendéenne » organisait un rallye d'automobiles anciennes qui empruntait la route de la Corniche et s'arrêtait pour une étape à Sion-sur-l'Océan.

## Sport
De nombreuses activités nautiques peuvent y être pratiquées, ainsi que de l'équitation. La baie de Sion est régulièrement fréquentée par des planches à voiles, canoés, surfeurs et kite surfeurs.

## Tourisme
Environnement propice aux promenades à pied, à cheval, en canoë ou à vélo.
Les possibilités de restauration et d'hébergement se sont beaucoup développées.
Le quartier de Sion a fait de la commune de Saint-Hilaire-de-Riez l'une des villes les plus touristiques de Vendée. Entre mer, forêt et dunes, Sion-sur-l'Océan a su garder son âme et le charme d'un authentique petit port de pêche d'antan.
Tous les étés, le feu d'artifice tiré depuis la mer attire des milliers de personnes (50 000 en 2016). 

## Économie
- « algues rouges » et « or bleu »

La baie de Sion produit en grande quantité une algue rouge Soliera Cordalis. Cette algue appelée dans le patois « goémon » a été longtemps perçue comme une calamité car son arrivée sur la plage pouvait entraver l'attrait touristique de la plage. Sa décomposition produisant notamment une odeur caractéristique forçant la mairie à agir pour nettoyer la plage. Les habitués disent une odeur iodée.... Néanmoins un certain nombre de « locaux » utilisait ce goémon pour enrichir le sol des champs et potagers (voir l'article récolte du goémon).
Aidée par le conseil régional des Pays de la Loire, une exploitation industrielle s'organise sur cette algue. La société bretonne Olmix installe une usine pilote dans la commune pour transformer cette algue en nourriture animale.
On estime que 100 000 tonnes d'algues sont présentes au large de Sion.
- Pêche à pied ou en bateau.

La pêche à pied est pratiquée dans les rochers de Sion. On y trouve des crevettes, des bailleresses (étrilles), des berniques, des araignées de mer et des bigorneaux (coin connu par les Sionnais ou les Hilairois).
Au filet ou à la ligne, des bars, des congres et parfois des soles, se font prendre aussi dans les havenots. La pêche à la crevette grise dans la baie est pratiquée par certains.
Les bateaux dans la baie de Sion arrivent au printemps et partent à l'automne. Les pêcheurs amateurs vont mettre des casiers ou des filets au large (pêche réglementée).

## Galerie

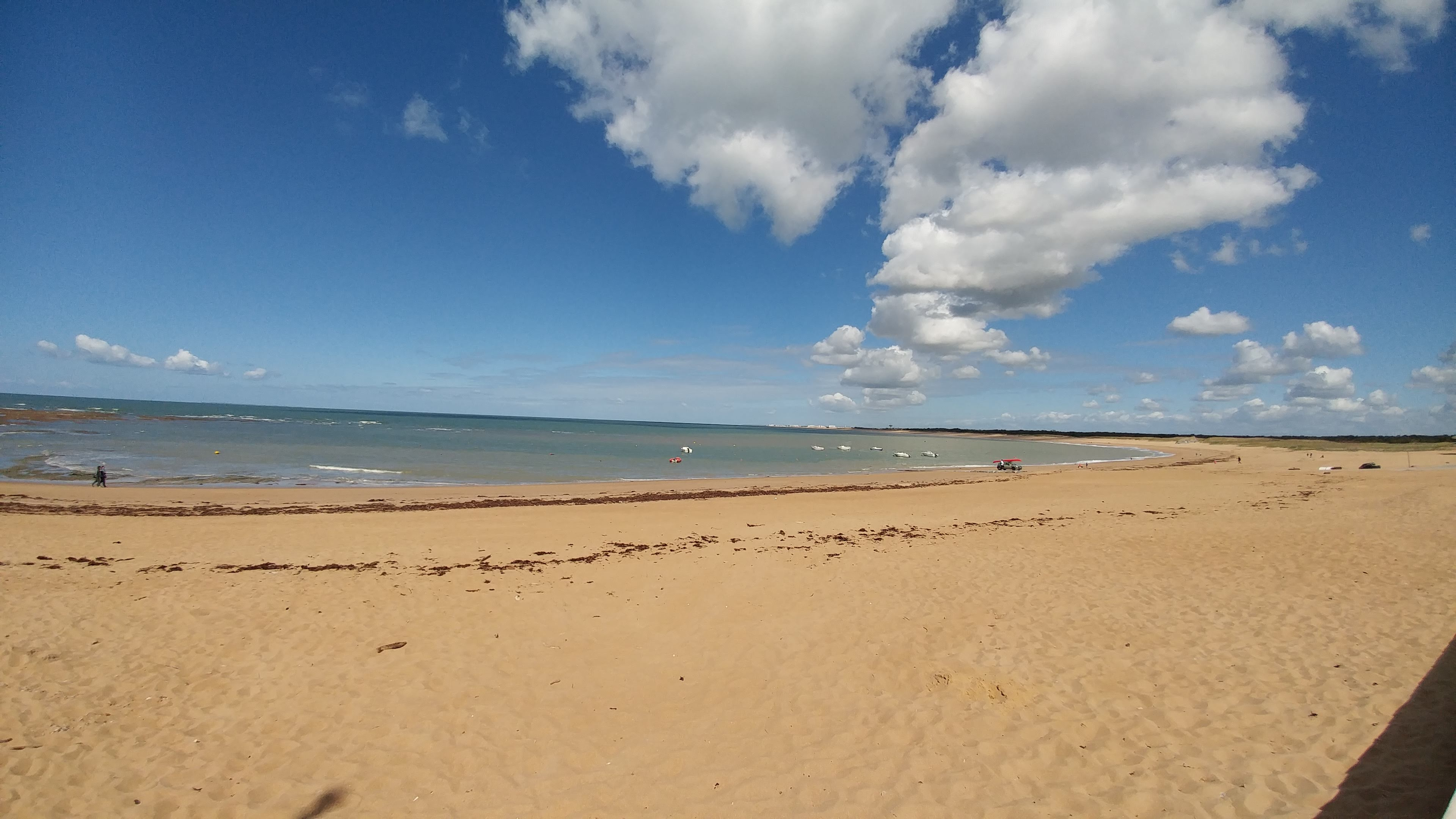
Grande plage de Sion-sur-l'Océan (Chemin Yann Duprat, Saint-Hilaire-de-Riez).
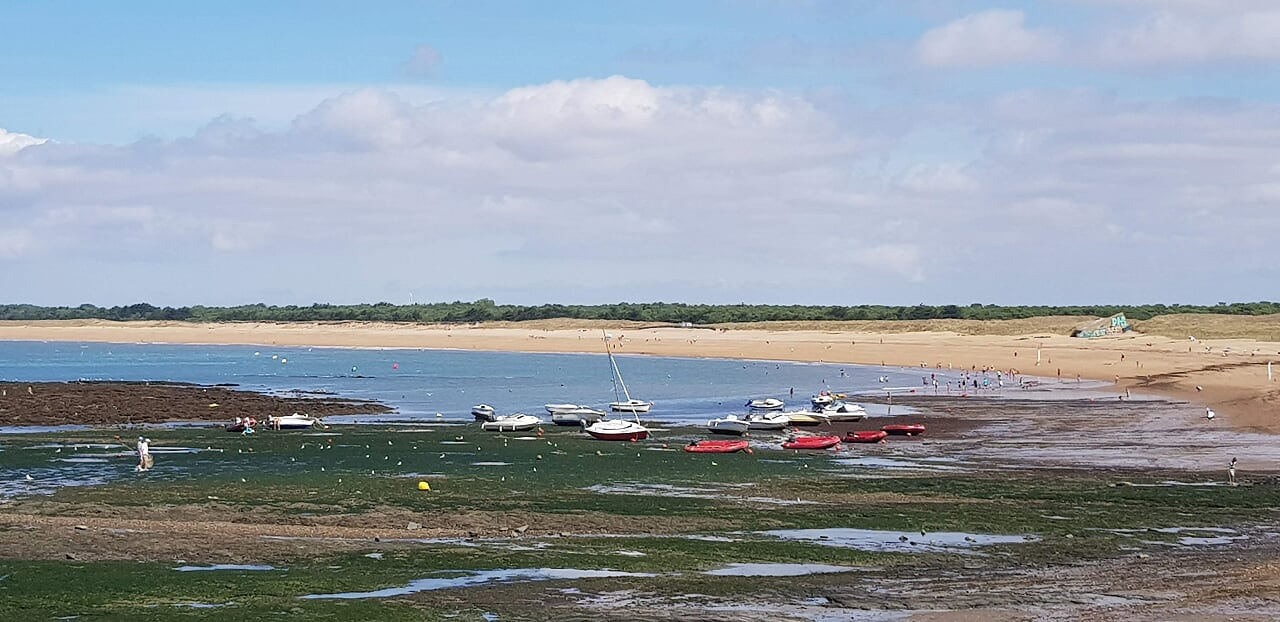
Port de Sion-sur-l'Océan.